# Solhutove, Haivoron
Solhutove (în ucraineană Солгутове) este o comună în raionul Haivoron, regiunea Kirovohrad, Ucraina, formată numai din satul de reședință.

## Demografie
Componența lingvistică a comunei Solhutove
     Ucraineană (96,16%)
     Rusă (3,58%)
     Alte limbi (0,14%)
Conform recensământului din 2001, majoritatea populației comunei Solhutove era vorbitoare de ucraineană (96,16%), existând în minoritate și vorbitori de rusă (3,58%).